# Pluchea subdecurrens
Pluchea subdecurrens là một loài thực vật có hoa trong họ Cúc. Loài này được Cass. miêu tả khoa học đầu tiên.